# Jamaal Shabazz
Jamaal Shabazz (né le 22 novembre 1963) est un entraîneur trinidadien de football. Il a été à trois reprises sélectionneur national de l'équipe du Guyana.

## Biographie

### Carrière de joueur
Il commence sa carrière comme gardien de but au Caledonia AIA dont il est l'un des membres.

### Carrière d'entraîneur
Sélectionneur emblématique de l'équipe nationale du Guyana, Shabazz s'est illustré en 2006 en remportant tous les matches que le Guyana a disputé durant l'année civile (11 sur 11) et en alignant durant la période 2005-06 treize victoires d'affilée.
Il reprend la tête des Golden Jaguars en 2011 et les emmène pour la première fois jusqu'au 3e tour de qualification pour la Coupe du monde 2014.
En 2012 il se voit confier les rênes de la sélection de Trinité-et-Tobago, en binôme avec Hutson Charles. L'année suivante il revient au sein du Caledonia AIA, de la TT Pro League, club dont il est le propriétaire. 
En 2015, Shabazz fait son retour à la tête de la sélection du Guyana pour la troisième fois, en parallèle avec ses fonctions de directeur sportif du Caledonia AIA. Il réussit à emmener les Guyaniens jusqu'au 3e tour préliminaire des éliminatoires de la Coupe caribéenne des nations 2017. Battu par le Suriname (3-2 a.p.) puis par la Jamaïque à domicile (2-4 a.p.) après avoir mené 2-0, il présente sa démission comme sélectionneur au soir de cette dernière défaite.
Quatre ans après son expérience à la tête de l'équipe de Trinité-et-Tobago, il en dirige l'équipe féminine, entre 2017 et 2018. 
En mai 2019, il s'expatrie à nouveau afin de prendre les rênes de l'équipe de Sainte-Lucie.

### Implication dans le coup d'État de la Jamaat al Muslimeen (1990)
Shabazz a été un des leaders de la tentative de coup d'Etat du 27 juillet 1990 à Trinité-et-Tobago en tant que membre du groupe islamiste Jamaat al Muslimeen. Il a notamment dirigé l'attaque sur Radio Trinidad, la plus ancienne station de radio du pays, pendant le soulèvement de six jours perpetré par la Jamaat al Muslimeen. 
Comme corollaire de cet épisode, Shabazz ne peut se déplacer aux États-Unis que sous que sous certaines conditions et restrictions.

## Palmarès d'entraîneur
Caledonia AIA
- Vainqueur du CFU Club Championship en 2012[9].
- Vainqueur du FA Trophy en 2008 et 2012.